# Ramón Allones
Die Zigarrenmarke Ramón Allones ist eine der ältesten und bekanntesten Zigarrenmarken aus Kuba. Sie ist nach ihrem Firmengründer benannt. Eine gleichnamige Marke wird heute auch in der Dominikanischen Republik produziert.

## Geschichte
1837 wanderte Ramón Allones aus Spanien nach Kuba ein und gründete die Marke, die somit als zweitälteste noch erhältliche Havanna gilt. Der Firmengründer führte auch erstmals das 8-9-8-Verpackungsprinzip ein. Bis dato wurden die Zigarren stets im Pressverfahren verpackt. Die Zigarren von Ramón Allones sind Longfiller Premiumzigarren von starkem Aroma und werden heute in der Fabrik von Partagás hergestellt. Eine weitere Innovation Allones' war die Einführung sehr bunter Etiketten auf den Schachteln. Die Marke ist in kubanischem Staatsbesitz, es gibt noch eine weitere Zigarre gleichen Namens hergestellt in der Dominikanischen Republik, diese soll sich geschmacklich stark von der gleichnamigen kubanischen Marke unterscheiden. Sie besteht aus dominikanischen, jamaikanischen, mexikanischen und kamerunischen Tabakblättern.

## Formate
Handelsname – Vitola – Maße
- Small Club Corona – Minuto (Petit Corona) – 110 × 16,67 mm (Ringmaß 42)
- Specially Selected – Robusto – 124 × 19,84 mm (Ringmaß 50)
- Gigantes – Prominente (Double Corona) – 194 × 19,45 mm (Ringmaß 49)

## Limitierte Produktionen
- Allones No.2 Edición Limitada 2019 - 140 × 20,64 mm